# Sidney Flanigan
Sidney Jeanne Flanigan (Búfalo, Nueva York, Estados Unidos, 19 de octubre de 1998) es una actriz y cantautora estadounidense. Flanigan hizo su debut como actriz en la película dramática independiente Never Rarely Sometimes Always (2020). Su actuación obtuvo elogios de la crítica y le valió el Premio de la Boston Society of Film Critics a la Mejor Actriz y el Premio del Círculo de Críticos de Cine de Nueva York a la Mejor Actriz.

## Carrera
Flanigan nació en Búfalo, Nueva York, y se describe a sí misma como una mujer no binaria. En 2020, hizo su debut como actriz interpretando a Autumn en la película Never Rarely Sometimes Always, dirigida por Eliza Hittman. Flanigan conoció a Hittman cuando tenía 14 años y su novio se alojaba en una casa comunal compartida por Juggalos, donde Hittman y el director Scott Cummings estaban filmando el documental Buffalo Juggalos. Además de su carrera como actriz, Flanigan es una cantante que actúa tanto en solitario como con la banda Starjuice.
En marzo de 2021, se anunció que Flanigan protagonizaría Rounding, dirigida por el director de Saint Frances (2019), Alex Thompson.

## Filmografía

### Cine
| Año  | Título                        | Rol             | Director(a)      |
| ---- | ----------------------------- | --------------- | ---------------- |
| 2020 | Never Rarely Sometimes Always | Autumn Callahan | Eliza Hittman    |
| 2022 | Rounding                      | Alice           | Alex Thompson    |
| 2023 | Only the Good Survive         | Brea Dunlee     | Dutch Southern   |
| TBA  | Eco Village                   | Robin           | Phoebe Nir       |
| TBA  | My Twin Is Dead               | Jona            | Matthew Kaundart |

## Premios y nominaciones
| Año  | Premio                                         | Categoría                                                            | Trabajo                       | Resultado | Ref(s) |
| ---- | ---------------------------------------------- | -------------------------------------------------------------------- | ----------------------------- | --------- | ------ |
| 2020 | Boston Society of Film Critics Awards          | Mejor Actriz                                                         | Never Rarely Sometimes Always | Ganador   | [ 4 ]  |
| 2020 | Chicago Film Critics Association Awards        | Mejor performance promisoria                                         | Never Rarely Sometimes Always | Ganador   | [ 11 ] |
| 2020 | New York Film Critics Circle Awards            | Mejor Actriz                                                         | Never Rarely Sometimes Always | Ganador   | [ 5 ]  |
| 2020 | Hollywood Critics Association                  | Mejor interpretación destacada de un actor o actriz menor de 23 años | Never Rarely Sometimes Always | Ganador   | [ 12 ] |
| 2020 | Florida Film Critics Circle Awards             | Premio Breakout                                                      | Never Rarely Sometimes Always | Ganador   | [ 13 ] |
| 2020 | Alliance of Women Film Journalists             | Mejor revelación femenina                                            | Never Rarely Sometimes Always | Ganador   | [ 14 ] |
| 2020 | Gotham Independent Film Awards                 | Actor/Actriz revelación                                              | Never Rarely Sometimes Always | Nominado  | [ 15 ] |
| 2020 | National Society of Film Critics Awards        | Mejor Actriz                                                         | Never Rarely Sometimes Always | Nominado  | [ 16 ] |
| 2020 | San Diego Film Critics Society Awards          | Artista revelación                                                   | Never Rarely Sometimes Always | Nominado  | [ 17 ] |
| 2020 | San Francisco Bay Area Film Critics Circle     | Mejor Actriz                                                         | Never Rarely Sometimes Always | Nominado  | [ 18 ] |
| 2020 | Houston Film Critics Society                   | Mejor actuación por una actriz principal                             | Never Rarely Sometimes Always | Nominado  | [ 19 ] |
| 2020 | Online Film Critics Society                    | Mejor Actriz                                                         | Never Rarely Sometimes Always | Nominado  | [ 20 ] |
| 2020 | National Board of Review                       | Actuación revelación                                                 | Never Rarely Sometimes Always | Ganador   | [ 21 ] |
| 2020 | Washington D. C. Area Film Critics Association | Mejor actuación joven                                                | Never Rarely Sometimes Always | Nominado  | [ 22 ] |
| 2020 | Seattle Film Critics Society                   | Mejor Actriz Principal                                               | Never Rarely Sometimes Always | Nominado  | [ 23 ] |
| 2020 | Critics Choice Movie Awards                    | Mejor Actriz                                                         | Never Rarely Sometimes Always | Nominado  | [ 24 ] |
| 2020 | Dorian Awards                                  | Mejor Actriz                                                         | Never Rarely Sometimes Always | Nominado  | [ 25 ] |
| 2020 | Dorian Awards                                  | Premio “We’re Wilde About You!” Rising Star                          | Never Rarely Sometimes Always | Nominado  | [ 25 ] |
| 2020 | Film Independent Spirit Awards                 | Mejor Actriz                                                         | Never Rarely Sometimes Always | Nominado  | [ 26 ] |